# 悪魔城ドラキュラ ジャッジメント
『悪魔城ドラキュラ ジャッジメント』（あくまじょうドラキュラ ジャッジメント、英題: Castlevania Judgment）は、コナミデジタルエンタテインメントから2008年11月18日（日本版は2009年1月15日）に発売されたWii用ソフトの対戦アクションゲーム。悪魔城ドラキュラシリーズ初のWii向けの作品。
シリーズ初となる1対1の3D対戦アクションであり、過去のシリーズに登場した13人のキャラクターが一堂に集結する。キャラクターデザインは漫画家の小畑健が担当。

## キャラクター
キャラクター設定やイラスト等は本作独自の設定となっており、元の作品とは異なっている場合が多い。多くのキャラクターはアイオーンに導かれ、時の狭間に集結する。
シモン・ベルモンド（Simon Belmont）
声：鈴村健一
最も高名なヴァンパイアハンター。本作では既にドラキュラ伯爵を滅ぼした後であるが、ドラキュラを斃した力が鞭の力ではなく自らの力であることを証明すべく、同じ鞭を持つ伝説の英雄ラルフとの対決を望む姿が窺える。平均的ステータスで防御力が高め。
ラルフ・ベルモンド（Ralph Belmont）
声：近藤隆
最初にドラキュラ伯爵を滅ぼしたヴァンパイアハンター。サイファ・グラント・アルカードと共にドラキュラを斃し、サイファと結婚した後で、ドラキュラと戦った名残りで目は隻眼となり眼帯姿になっている。操作性と防御力が高い。
サイファ・ヴェルナンデス（Sypha Belnades）
声：小清水亜美
教会に属する魔女。ラルフと出逢いドラキュラを斃す前で、魔女達に訪れている悲劇に胸を痛めている。攻撃力が高く敏捷性が低い。
グラント・ダナスティ（Grant Danasty）
声：小野坂昌也
トランシルバニアで最も身軽な男。ドラキュラを斃した後に町の復興に尽力していた。ドラキュラとの戦いで負傷し体中が包帯姿となっている。敏捷性が突出して高いが他は総じて低い。
アルカード（Alucard）
声：宮野真守
人間とヴァンパイアのハーフのドラキュラの息子。ドラキュラを斃した後であるが、完全に滅ぼすまでには至らず、その方法を模索している。白っぽい服装。操作性が高く他も平均的ステータス。
マリア・ラーネッド（Maria Renard）
声：松来未祐
ドラキュラに両親を殺された地方領主の娘。ベルモンド家の遠縁にあたり、リヒターと共にドラキュラ伯爵を滅ぼした後で、ベルモンド家の養子となっている。髪型はツインテール。攻撃力が高く防御力が低い。
エリック・リカード（Eric Lecarde）
声：三瓶由布子
ベルモンドの血を引き、アルカードスピアを操る。まだ少年だが格闘・魔法センスとアルカードスピアに自信を持ち、ベルモンド家のヴァンパイアキラーを軽視している。操作性と攻撃力が高く防御力と敏捷性は低め。
シャノア（Shanoa）
声：桑島法子
ベルモンド一族が消え、ドラキュラに対抗するため作られた組織エクレシアの女性戦士。兄弟子アルバスを追っている。髪は短く見える。操作性が高く防御力が低め。
コーネル（Cornell）
声：小西克幸
獣人族の青年（人狼）。蒼き三日月と呼ばれ、妹エイダを故郷に残して時の狭間に来ており太古の呪いで人間に戻れなくなっている。ステータスは通常時と暴走時があり、通常時は敏捷性が高く攻撃力が低く、暴走時は操作性以外の全ステータスが最高値になる。
ゴーレム（Golem）
声：白熊寛嗣
意志を持たない番人だったが、時の狭間で自我に目覚める。温厚な性格。攻撃力と防御力が高く、操作性が低く敏捷性は最低値。
カーミラ（Carmilla）
声：大原さやか
女の吸血鬼。敏捷性が高く攻撃力が低い。
死神（Death）
声：坂口候一
ドラキュラを裏切り滅ぼそうとするアルカードを快く思っていない。手足がある姿で全身白い。敏捷性が高く防御力が低い。
ドラキュラ（Dracula）
声：中田譲治
他の各プレイヤーキャラクターたちと面識がある。黄色の服装に黒マント姿。攻撃力と防御力が高く、敏捷性と操作性がごく低い。
アイオーン（Aeon）
声：神谷浩史
皆を時の狭間に導いた謎の人物。召喚された者たちに対して試練を課し、それによって生成される「魂のカギ」を集めている。ステータスは平均的で、敏捷性が高めで攻撃力が低め。
タイムリーパー（Time Reaper）
遠い未来から時間を逆行してきた者。最終ボスであり、プレイヤーキャラクターではない。

## 主なスタッフ
- プロデューサー: IGA（五十嵐孝司）
- ディレクター: A.S.Minakata（南方章宏）
- アシスタントディレクター: Hiroki Nakamura
- ディレクション: Yuta Kobayashi（エイティング）
- ミュージック: 浅田靖（ノイジークローク）
- キャラクターデザイン & イラストレーション: 小畑健
- オープニングCGムービー制作: GEMBA

## 関連商品
- 『悪魔城ドラキュラジャッジメント Ultimate Judge』集英社、2009年1月20日、ISBN 9784087794939
- 『悪魔城ドラキュラ ジャッジメント オリジナルサウンドトラック』ソニー・ミュージックディストリビューション、2009年3月11日